# Domingo Valdivieso Henarejos
Domingo Valdivieso y Henarejos (Mazarrón, 30 de agosto de 1830- Madrid, 22 de noviembre de 1872) fue un pintor y litógrafo español.

## Biografía
Realizó sus estudios primarios en Mazarrón pero se trasladó a Murcia para cursar el bachillerato, durante este demostró gran habilidad para el dibujo por lo que se le recomendó continuar estudios especializados. Su primer maestro fue Juan Albacete aunque con 18 años se fue a estudiar en las academias de Madrid.
A mitad de siglo decidió dedicarse a la pintura y comenzó a trabajar de litógrafo hasta que en 1861 recibió una beca de la Diputación de Murcia para completar su formación en París y Roma. Desde allí participó en la Exposición Nacional de Bellas Artes de 1862 obteniendo una medalla; en 1864 y 1866 obtuvo otras dos medallas. En 1866 entró como profesor de anatomía en la Academia de Bellas Artes de San Fernando. Un año antes de morir volvió a recibir un premio en la Exposición Nacional de Bellas Artes.
Su obra más conocida es de tipo religioso, con obras tan conocidas como el retablo Virgen con el niño en la iglesia de San Antonio de Mazarrón o su Cristo yacente del Museo de Bellas Artes de Murcia. Su trabajo ha sido sobre diferentes temáticas aunque respecto a las técnicas se centran más en el óleo, siendo pocas sus acuarelas, sin embargo realizó litografías de gran calidad. Entre otras temáticas diferentes a la religiosa se encuentran: retratos, pintura histórica y mitológica, costumbrismo murciano e italiano.
Murió en Madrid con 42 años a causa de una enfermedad cerebral.

## Galería

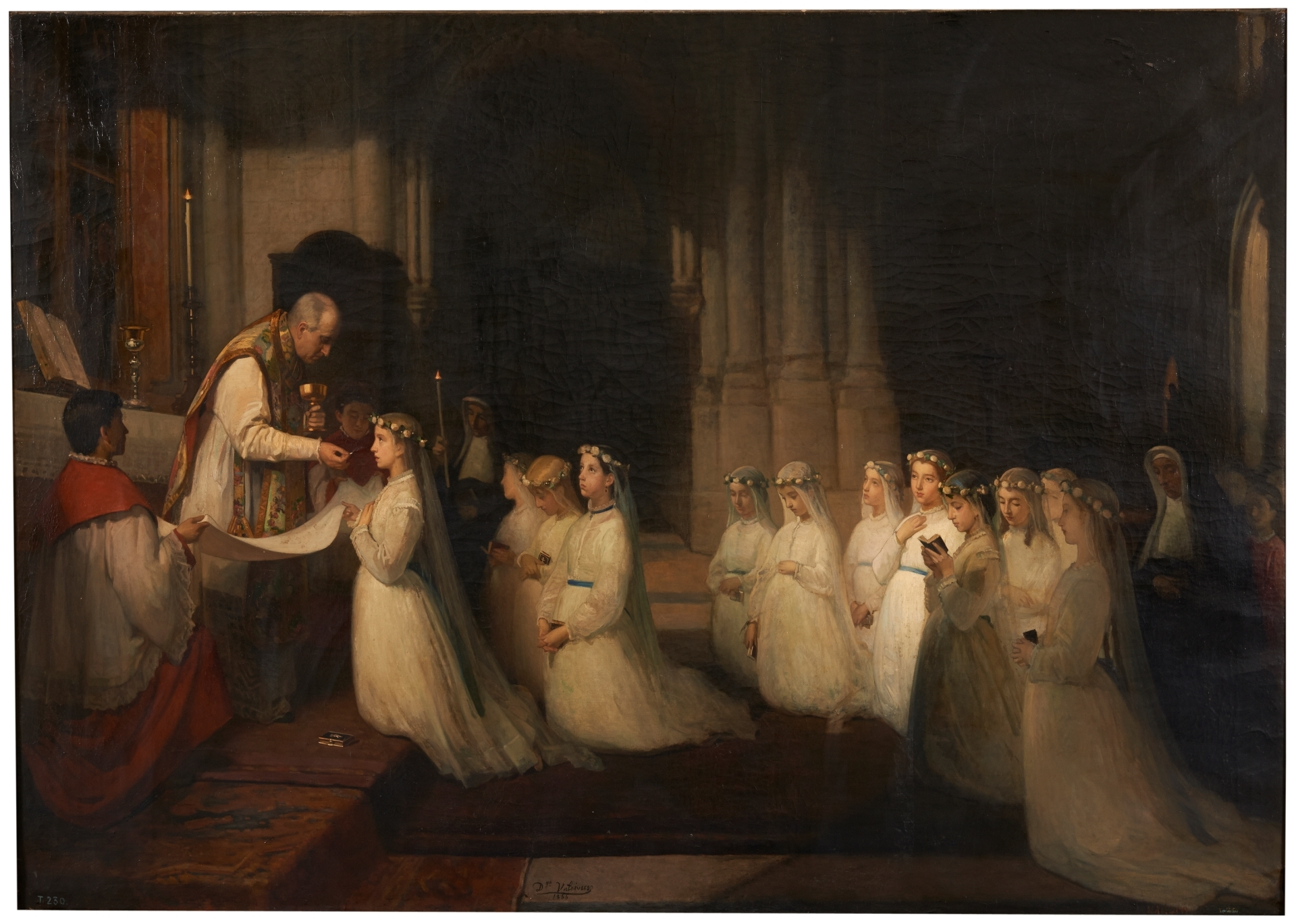
La primera comunión, 1866. Museo San Telmo,  San Sebastián (depósito del Museo del Prado).
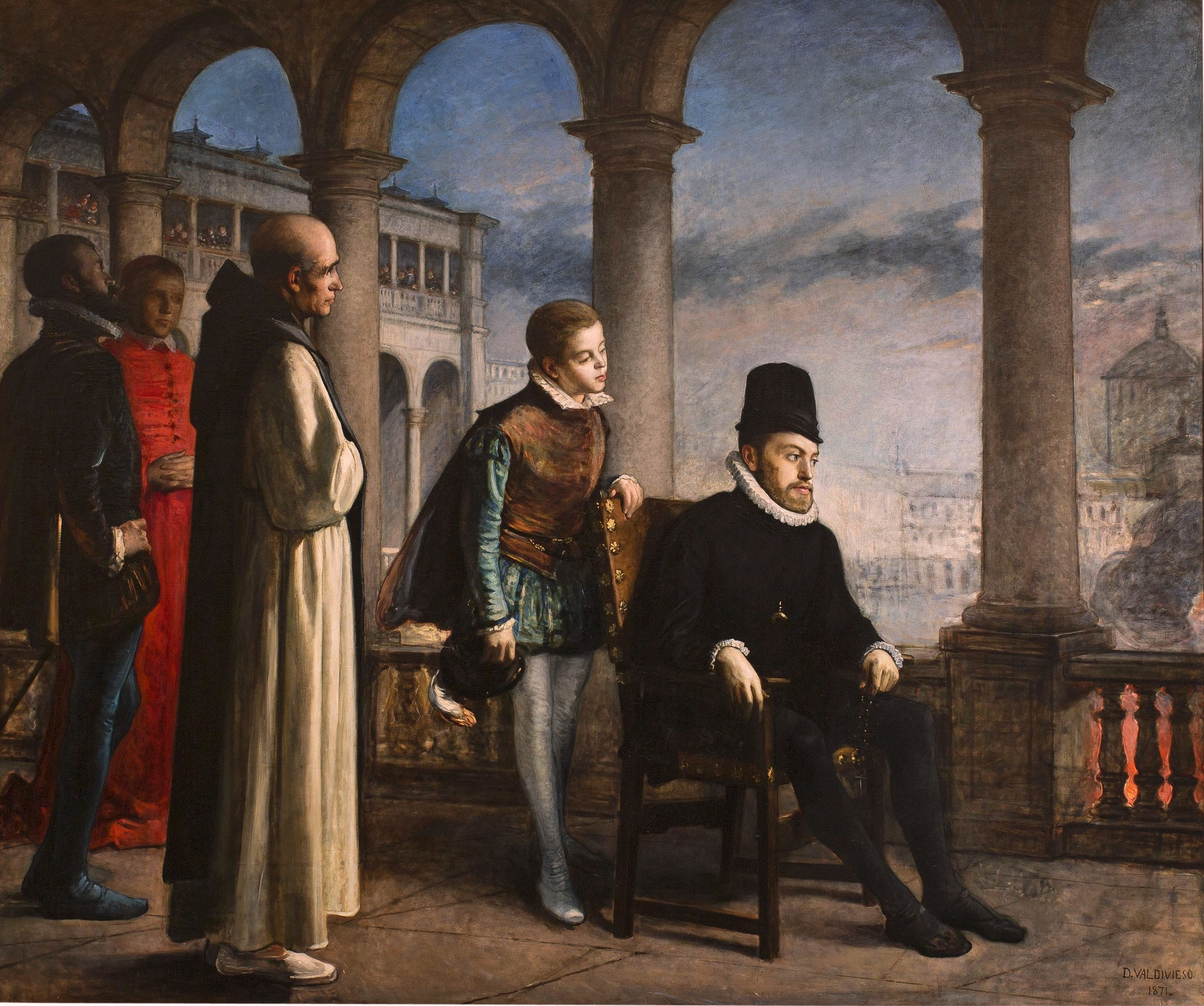
Felipe II presidiendo un auto de fe, 1871. Universidad de Barcelona (depósito del Museo del Prado).
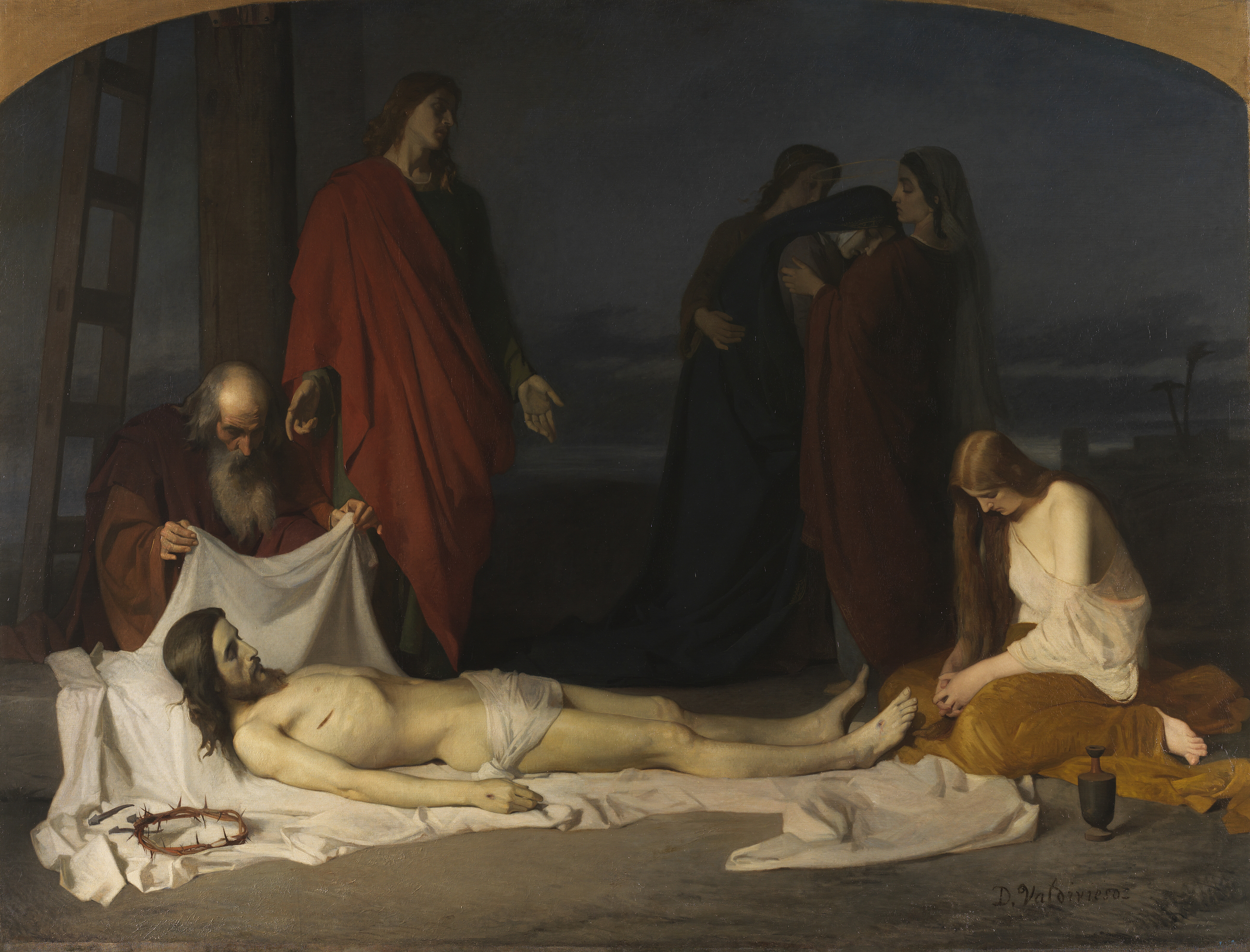
El Descendimiento, 1864. Museo del Prado.